# Port lotniczy Rarotonga
Port lotniczy Rarotonga – największy port lotniczy Wysp Cooka, zlokalizowany na wyspie Rarotonga, w stolicy – Avarua.

## Linie lotnicze i połączenia
- Air New Zealand (Auckland, Christchurch, Melbourne, Los Angeles)
- Air Rarotonga (Aitutaki, Atiu, Manihiki, Mauke, Mangaia, Mitiaro)
- Air Tahiti (Papeete)
- Virgin Blue
- Pacific Blue (Auckland)